# Трубковёрт берёзовый
Трубковёрт берёзовый, или трубковёрт многоядный, или трубковёрт грушевый, или трубковёрт виноградный, (Byctiscus betulae) — вид жесткокрылых из семейства трубковёртов.

## Описание

### Имаго
Жук длиной 5,5—9 мм. Окраска с металлическим блеском. Существует несколько цветовых форм — окраска может быть ярко-зеленой или ярко-синей, золотисто-зелёной, сине-зелёной, красноватой, бронзовой, бронзово-зеленой, реже зеленой с синими надкрыльями или сине-зелёной с зелёными надкрыльями. Окраска нижней стороны тела совпадает с окрасом верха. Усики чёрные. Верхняя сторона тела голая, стерниты брюшка и пигидий покрыты короткими светлыми волосками. У самца на боках переднегруди расположены два острых шипа, направленные вперед; у самки шипы отсутствуют. Голова продолговатая, выпуклая, с глубоким вдавлением на лбу, покрыта мелкими и густым точками. Глаза крупные, округлые, несколько выпуклые. Головотрубка больше чем в полтора раза длиннее самой головы, несколько расширенная к вершине, по бокам окаймлена очень тонкими килями. Переднеспинка по своей длине равна ширине, сверху и по бокам является шарообразно выпуклой, с продольной серединной пинией. Щиток небольшой, четырехугольный, покрытый мелкими и густым точками. У самца головотрубка в 1,5 раза длиннее головы, несколько изогнута у места прикрепления усиков.

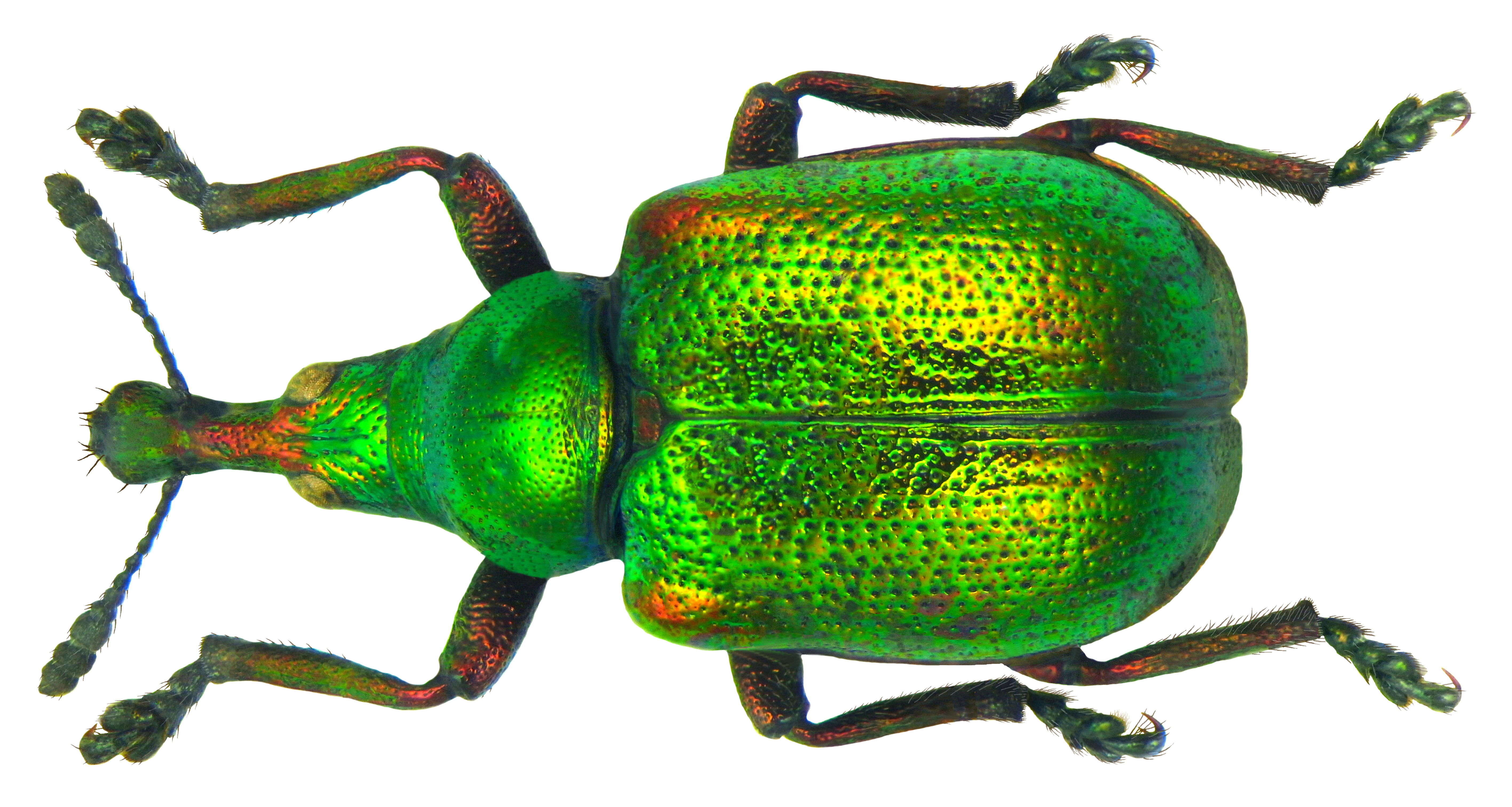
Зелёная форма. Самка.
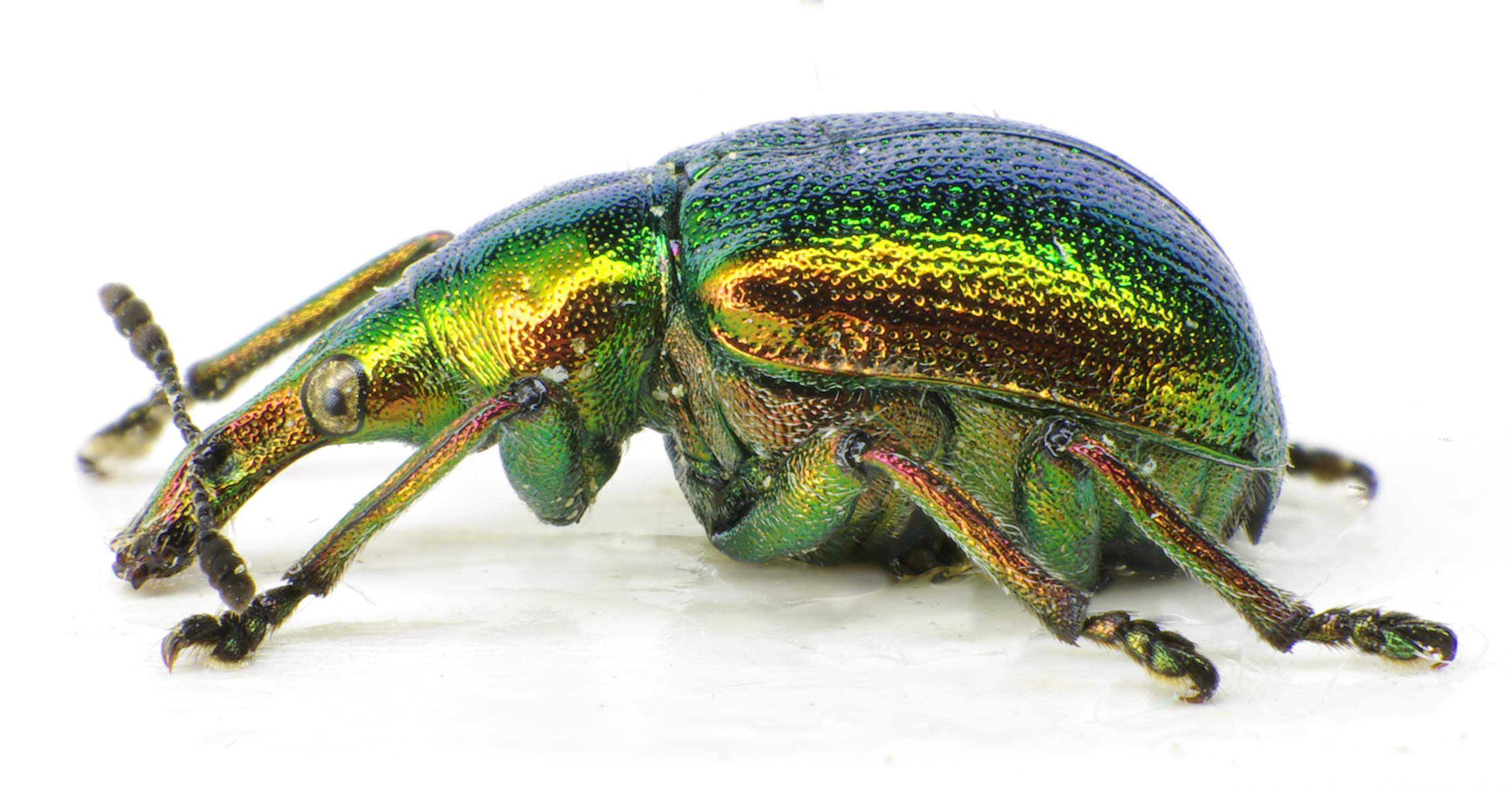
Вид сбоку
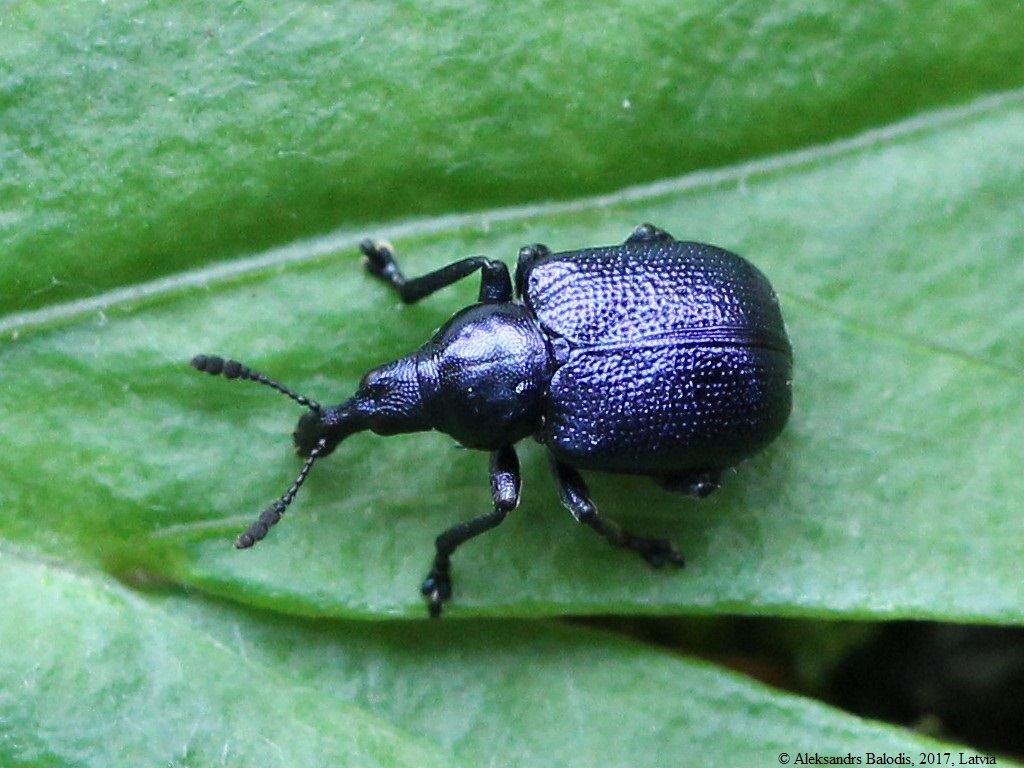
Синяя цветовая форма
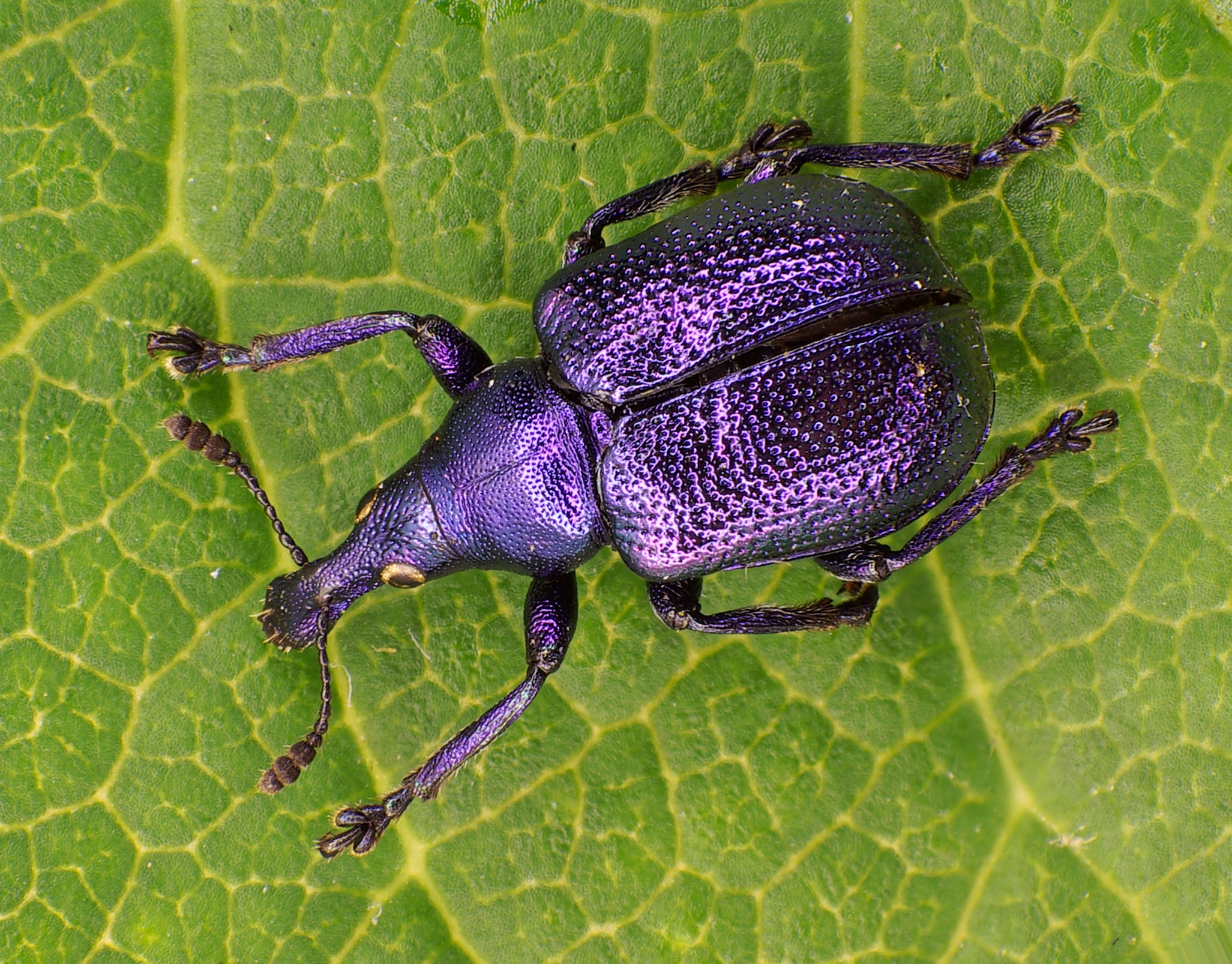
Синяя цветовая форма. Самка

### Преимагинальные стадии
Личинка мутного белого цвета, безногая, толстая, покрыта редкими желтыми щетинками. Также слегка изогнутая, с длиной тела к концу развития 6—8 мм. Теменной шов хорошо развитый, в лобной области он разделяется на постфронтальный и фронтальный швы. Усики двучлениковые. Лоб сильно склеротизирован. Наличник трапециевидной формы. Подбородок с широкой склеротизированной площадкой посредине (у личинок других видов этого рода она отсутствует).
Куколка белая, открытая, длиной 5—6 мм.

## Ареал
Европа, Западное и Восточное Средиземноморье, повсеместно на Украине, европейская часть России, Сибирь,
Средняя Азия. Распространен в лесах Западного, Северного и Восточного Казахстана. Ареал на западе захватывает Актюбинскую область, на востоке – Юго-Восточный Алтай и хребет Тарбагатай.

## Биология
За год развивается одна генерация. Зимуют взрослые жуки под опавшими листьями или в почве. Весной первые имаго появляются во второй декаде апреля — в мае. Они поднимаются в кроны деревьев, где начинают питаться почками, а затем и молодыми листьями, выедая с верхней стороны узкие полоски мякоти.
Повреждает виноград, сливу, грушу, яблоню, айву, реже осину, берёзу, клён, бук, ольху, орешник, липу, ильм, тополя, малину, розы, вишню, рябину и другие лиственные породы.
Спаривание и откладывание яиц начинаются после отрастания первой листвы. Пик откладывания яиц припадает на май. После спаривания самка скручивает 6—8 листков в трубку в форме сигары и откладывает в ней яйца.
Перед откладыванием яиц самка подгрызает побег, который несёт группу листьев, свертывает продольно несколько листьев (или один лист винограда) и в каждую «сигару» откладывает от 4 до 15 яиц. Плодовитость одной самки — около 50 яиц. Трубки самка свертывает главным образом на нижних и средних ветках, обычно на более затененной стороне. Спустя около 8—20 дней, в зависимости от погодных условий и температуры воздуха, рождаются личинки. Они питаются увядшими листьями «сигары». Свернутые в «сигару» листья засыхают и опадают вместе с личинками внутри. Спустя какое-то время личинки выходят из свернутых листьев, закапываются в почву на глубину до 3—10 см и делают земляные колыбельки, внутри которых окукливаются. Стадия куколки в среднем около 10 дней. С августа в земляных колыбельках уже находятся жуки, которые зимуют и выходят обычно следующей весной. Отдельные жуки могут выходить на поверхности почвы уже с конца августа и до октября (особенно при затянувшемся лете), хотя их численность в это время незначительна. Они могут повреждать листья, а с наступлением морозов прячутся на зимовку под опавшими листьями и почву.
Паразитами личинок являются ихневмониды Pimpla brunnea, Omorgus mutabili и браконида Microbracon discoides.